# Soporte y resistencia

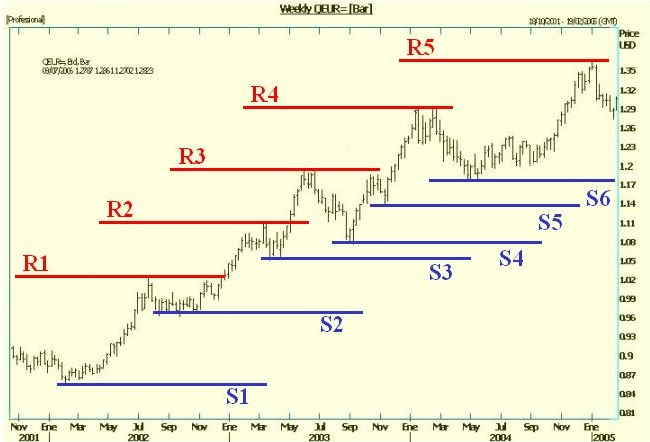
Figura 1: Soportes y resistencias del Euro/Dólar de 2001 a 2005.

Los conceptos de soporte y resistencia son piezas clave del análisis técnico de mercados financieros. Un soporte es un nivel de precio por debajo del actual, se espera que la fuerza de compra supere a la de venta, por lo que un impulso bajista se verá frenado y por lo tanto el precio repuntará. Normalmente, un soporte corresponde a un mínimo alcanzado anteriormente. 
Una resistencia es el concepto opuesto a un soporte. Es un precio por encima del actual, la fuerza de venta superará a la de compra, poniendo fin al impulso alcista, y por lo tanto el precio retrocederá. Las resistencias se identifican comúnmente en una gráfica como máximos anteriores alcanzados por la cotización (Figura 1).

## Fortaleza relativa de los niveles de soporte y resistencia
Algunos analistas clasifican los soportes y resistencias como fuertes, medios o débiles. Aunque hay cierta polémica sobre la validez de esta clasificación, existen criterios para determinar el nivel de fortaleza de un soporte o resistencia:
- Un soporte (resistencia) se considera más fuerte cuantas más veces haya sido probado sin que el precio haya bajado (o subido) de ese nivel.
- Un nivel de soporte (resistencia) se fortalece conforme el precio se aleja de él (ella) después de haberlo probado. Si el precio repunta el 10% después de haber probado un soporte, éste se considera más fuerte que si solamente hubiera repuntado 6%.
- Un soporte (resistencia) que ha permanecido vigente durante más tiempo se considera más fuerte que uno que se ha formado recientemente. Una resistencia que ha permanecido vigente durante cinco años se considera más fuerte que una que solamente lo ha sido por unos cuantos días.

## Soportes y resistencias asociados al concepto de tendencia
Las tendencias en las gráficas se conforman por una sucesión de valles y crestas alcanzados por la cotización. Una tendencia alcista se forma cuando hay una serie de crestas y valles sucesivamente más altos; es decir, cuando los soportes y resistencias son sucesivamente mayores.

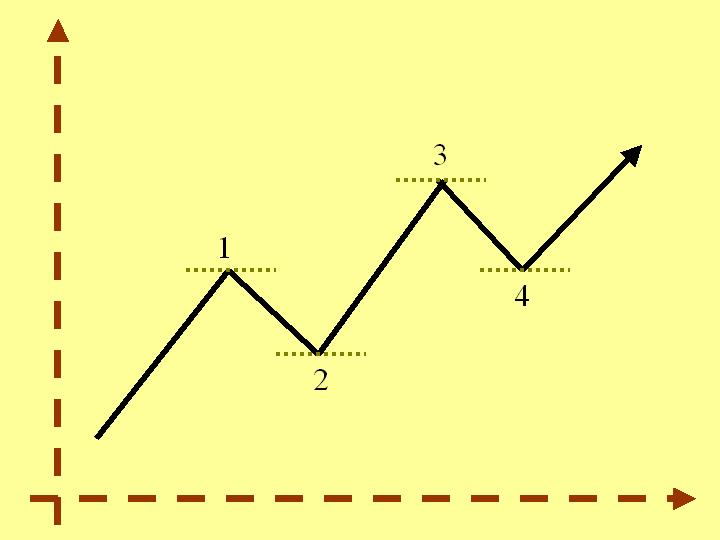
Figura 2: Soportes y resistencias en una tendencia al alza. La resistencia (1) frena temporalmente el avance. Después de repuntar a partir del soporte (2) logra exceder la resistencia anterior, alcanzando un nuevo máximo (3).

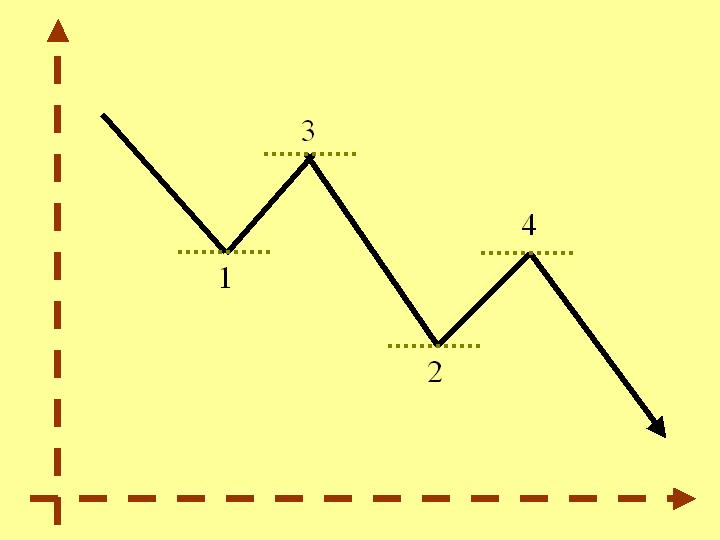
Figura 3: Soportes y resistencias en una tendencia a la baja. El soporte (1) detiene temporalmente la caída. Después de alcanzar un máximo (3), el precio cae por debajo del soporte anterior, logrando un nuevo mínimo (2).

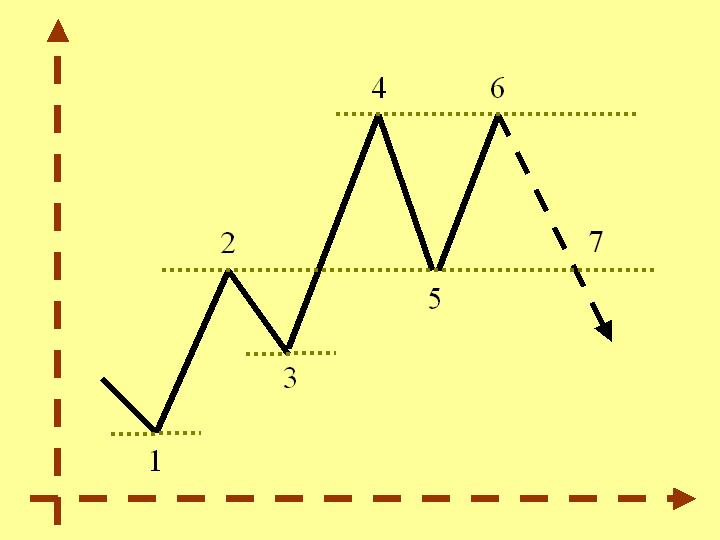
Figura 4: Posible cambio de tendencia. Los puntos 1, 3 y 5 confirman una tendencia alcista. La incapacidad del precio de superar la resistencia (4) en el punto 6, pone en duda la fortaleza de la tendencia. Si el precio baja del soporte anterior (5), es factible que haya un cambio de tendencia.

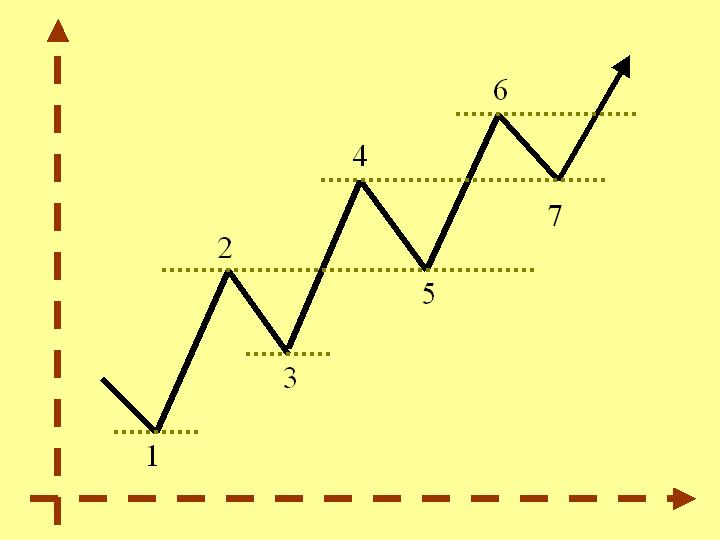
Figura 5: Cambio de Roles. Las resistencias (2, 4) se vuelven soportes (5, 7) una vez que han sido penetradas significativamente.

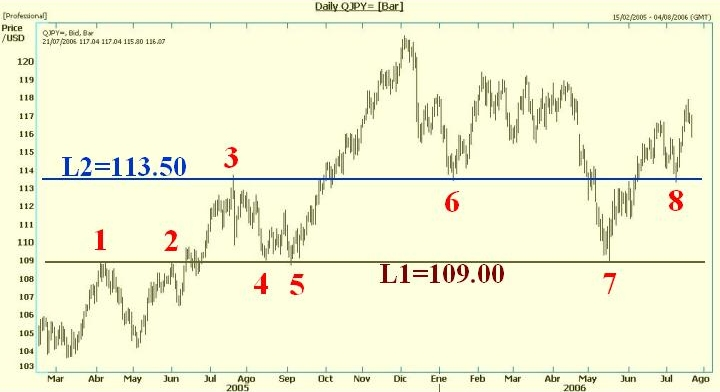
Figura 6: Ejemplo de cambio de roles. La cotización Dólar/Yen estuvo resistida en 109.00 (L1) de abril (1) a junio (2) de 2005. Posteriormente, este mismo nivel actuó como soporte en agosto (4) y septiembre (5) de ese mismo año, y en mayo de 2006 (7). El nivel crítico de 113.50 (L2) actuó como resistencia en julio de 2005 (3), y se revirtió a soporte en enero (6) y julio (8) de 2006.

Durante una tendencia alcista, los niveles de resistencia representan pausas en la trayectoria alcista, que frenan temporalmente la acción del precio pero que no pueden detenerlo definitivamente. Para que una tendencia alcista continúe, es necesario que el precio supere el nivel anterior de resistencia, marcando un nuevo máximo(Figura 2). Cada vez que se prueba un máximo anterior, la tendencia alcista está en un momento crítico, ya que si el precio no pudiera superar la resistencia anterior, generaría una señal de debilidad en la tendencia. Igualmente, es necesario que el mínimo sea mayor que el mínimo anterior. Si la cotización retrocede hasta el nivel de soporte anterior, se sospecha debilidad en la tendencia. Si la cotización cae por debajo del soporte anterior, es factible que haya un cambio de tendencia de alcista a bajista (Figura 4).
El comportamiento de una tendencia bajista es equivalente. Una tendencia bajista se forma con una serie de soportes y resistencias sucesivamente menores. Durante una tendencia a la baja, los soportes representan pausas en el retroceso de la cotización, que frenan temporalmente la caída del precio pero no alcanzan a detenerla (figura 3). Para que la tendencia a la baja continúe, es necesario que el precio caiga por debajo del nivel de soporte anterior, ya que si no lo lograra estaría generando una señal de debilidad en la tendencia bajista. Igualmente, es necesario que las resistencias sean sucesivamente menores. Si el precio alcanza la resistencia anterior, se sospecha debilidad en la tendencia. Si el precio excede la resistencia anterior, es factible que haya un cambio de tendencia de bajista a alcista.

## Cambio de Roles
Hasta ahora, se han identificado los soportes y resistencias como mínimos y máximos en la cotización. Sin embargo, una de sus propiedades más interesantes que tienen es que una vez que han sido penetrados significativamente cambian de rol, volviéndose el opuesto. Es decir, una vez que se ha confirmado el rompimiento de una resistencia, ésta cambiará de papel y actuará como soporte de los sucesivos retrocesos. Igualmente, un soporte que ha sido roto podría actuar como resistencia para los siguientes impulsos alcistas. Mientras más fuerte haya sido como soporte, más fuerte se considerará como resistencia, y viceversa (figuras 5, 6).

## Criterios de rompimiento
Se ha hablado de rompimientos o penetraciones significativas, aunque hay cierto grado de ambigüedad sobre que puede ser definido como tal. Existen varios criterios al respecto:
- Criterio de porcentaje: Frecuentemente se utiliza un porcentaje establecido para determinar si un soporte o resistencia ha sido roto. Para niveles muy importantes, este porcentaje puede ser del 3%. Durante un impulso alcista, el precio tendrá que superar el nivel de resistencia por 3% para que éste se considere penetrado, y se pueda sospechar un cambio de rol. Igualmente, la cotización tendrá que caer 3% por debajo del nivel de soporte durante una tendencia bajista para considerar un rompimiento y sospechar un cambio de rol. En mercados dinámicos, este porcentaje puede disminuir a 1% o menos, dependiendo del caso.
- Criterio del cierre diario: El precio deberá cerrar por debajo (encima) del nivel de soporte (resistencia) para que el rompimiento se considere válido. En otras palabras, los rompimientos intradía no son tomados en cuenta. Este principio tiene su origen en la Teoría de Dow, que solamente consideraba válidos los precios de cierre diarios, y se puede extender a cierres semanales o mensuales para estudios de largo plazo.
- Criterio del volumen: Nuevamente basado en la Teoría de Dow, el volumen debe aumentar conforme el precio avanza por encima de una resistencia o cae por debajo de un soporte. Si el volumen disminuye, el rompimiento es poco confiable.